# Nieszkowice Małe
Nieszkowice Małe est une localité polonaise de la gmina et du powiat de Bochnia en voïvodie de Petite-Pologne.